# سرجیو بوستوس
سرجیو بوستوس (انگلیسی: Sergio Bustos؛ زادهٔ ۲۰ دسامبر ۱۹۷۲) بازیکن فوتبال اهل آرژانتین است.
از باشگاه‌هایی که در آن بازی کرده‌است می‌توان به باشگاه فوتبال درسدنر، باشگاه فوتبال نورنبرگ، باشگاه فوتبال راسینگ کلوب آویاندا، باشگاه فوتبال کمنیتس، و باشگاه فوتبال آرژانتینوس جونیورز اشاره کرد.